# Espace de la culture des Gongs
L'espace de la culture des Gongs (Không gian văn hóa Cồng Chiêng Tây Nguyên) du Tây Nguyên, dans les montagnes du centre du Vietnam, couvre cinq provinces du Viêt Nam (Đắk Nông, Đắk Lắk, Gia Lai, Kon Tum et Lâm Đồng) et dix-sept communautés ethnolinguistiques austroasiatiques et austronésiennes. « L’espace de la culture des Gongs » a été inscrit en 2008 par l'UNESCO sur la liste représentative du patrimoine culturel immatériel de l’humanité (originellement proclamé en 2005).

## Rituel des Gongs
Les gongs sont des instruments sacrés surtout utilisés lors des offrandes, des rituels, des funérailles ou des noces, des célébrations de la nouvelle année, des rituels agricoles ou les célébrations de victoires. La taille des gongs varie de 20 à 120 cm de diamètre et se jouent un à la fois ou en groupe de deux à vingt instruments, par des hommes exclusivement dans certaines ethnies ou également uniquement par des femmes comme les gongs sac bua chez les Hmong.
Les provinces de Kon Tum et Gia Lai ont introduit l'art des gongs dans les programmes scolaires de quelques écoles depuis l'année scolaire 2009-2010.